# Афіна Парфенос
37°58′17″ пн. ш. 23°43′37″ сх. д. / 37.971508° пн. ш. 23.726939° сх. д.

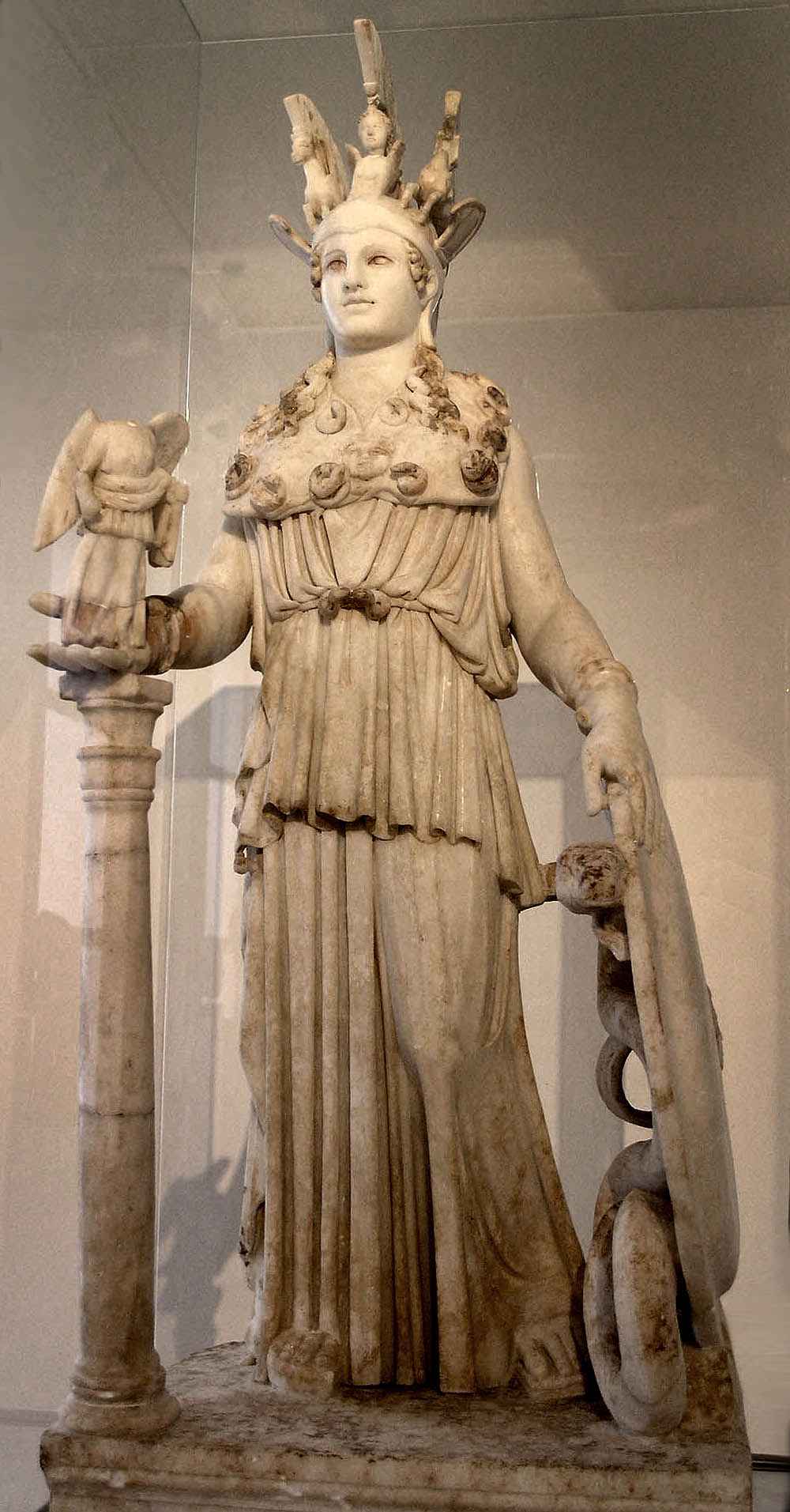
Афіна Варвакіон (названа за школою Варвакіон) — найточніша копія Афіни Парфенос римської доби, мармур, перша половина 3 століття

Афіна Парфе́нос або Атена Парте́нос (дав.-гр. Ἀθηνᾶ Παρθένος — «Афіна-діва») — хрисоелефантинна статуя богині Афіни в повному озброєнні, створена в добу Перикла давньогрецьким скульптором Фідієм і встановлена в Парфеноні, освячена в 438 до н. е. Донині не збереглась, з усіх античних копій найкраще збереглась римська із мармуру Афіни Варвакіон, яка експонується в Національному археологічному музеї Афін.
Фідій, найкращий скульптор того часу, дев'ять років працював над скульптурою. Тільки йому Перикл зміг довірити створення величного образу покровительки міста, на честь якої щороку влаштовували свята — малі Панафінеї, а кожні п'ять років — Великі Панафінеї, коли процесія дівчат поліса підносили жертвопринесення і спеціально витканий за ці 5 років пеплос — одяг для богині. За 140 років з Афіни Парфенос зняли і замінили на бронзу все золото, щоб сплатити за військо тирана Лакара. Сама ж статуя, як вважають, приблизно у V столітті загинула у вогні пожежі. Доля Фідія достовірно не відома.

## Опис
Афіна Парфенос створена у хрисоелефантинній техніці, тобто із золота та слонової кістки. Близько однієї тони листкового карбованого золота вартістю 40 (або 44) аттичних талантів і слонова кістка вкривали дерев'яний остов статуї заввишки 13 метрів.
Павсаній в «Описі Еллади» згадує колосальну статую Фідія:
| …Сама Афіна створена зі слонової кістки та золота… Статуя зображає її на весь зріст у хітоні до самих стоп ніг, у неї на грудях голова Медузи зі слонової кістки, в руці вона тримає зображення Ніки, приблизно в чотири лікті, а в іншій руці — спис. В ногах у неї лежить щит, а близько списа змія; ця змія, імовірно — Еріхтоній[5]. |
За свідченнями Плінія Старшого, на кожній деталі скульптури, починаючи від постаменту, на якому стояла Афіна, і закінчуючи її шоломом, були зображені міфологічні сцени: на постаменті — народження Пандори, на щиті з обох сторін — амазономахія і гігантомахія, на сандалях — битва з кентаврами.

## Критика сучасників
Дослідники припускають, що на виготовлення Афіни Парфенос витрачені кошти із скарбниці Делоського союзу, перенесена в Афіни 454 до н. е. Беручи до уваги те, що будівельна програма Перикла окрім зведення Парфенону включала також будівництво парадної брами Афінського акрополя Пропілей, які коштували не дешевше Парфенона, зведення Одеону для музичних та театральних вистав на схилах акрополя. Між Пропілеями та Парфеноном планувалось будівництво нового храму Артеміди, а також двох менших храмів, присвяченого Афіні — Ерехтейон та богині Нікі — Храм Ніки Аптерос. В Афінах працювала армія будівельників, витрачались колосальні кошти.
Вже у добу Плутарха плани Перикла викликали осуд та підозри щодо казнокрадства. Зокрема Фідія звинуватили у крадіжці золота, відведеного на виготовлення Афіни Парфенос. Втім, як свідчить сам Плутарх, скульптор таким чином розташував на статуї золоті листки, щоб їх можна було легко зняти. Тому ці звинувачення припинились. За іншими джерелами, відомі й інші чутки, що ніби Перикл використовував свої зустрічі у справах насправді для таємних зустрічей із юними поціновувачками мистецтва. При цьому побачення, ніби-то, влаштовував Фідій.

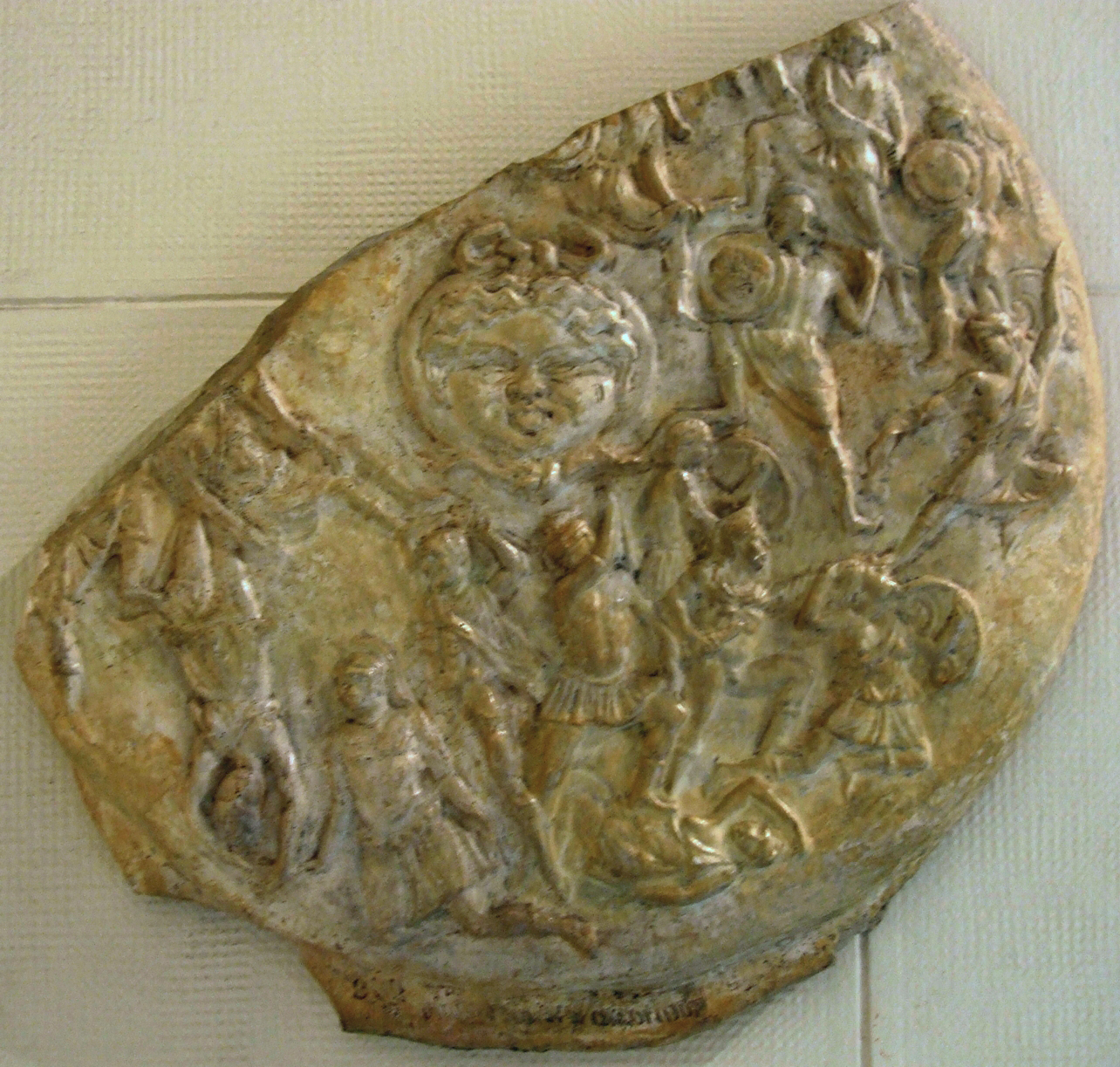
Копія щита Афіни Парфенос

Інший скандал пов'язаний із зображенням на щиті Афіни Парфенос. Сюжет боротьби греків із міфічними войовничими амазонками — амазономахії часто прикрашав і античні храми, і зброю, але до того суперечок не викликав. Проте серед легендарних грецьких героїв сучасники угледіли дві фігури: старий, що обома руками підіймає кам'яну брилу, — схожу на Фідія, іншу фігуру героя, що безпосередньо боровся з амазонкою, наділену прекрасними рисами, — схожу на Перикла. Це здійняло хвилю невдоволення святотатством та надмірним марнославством скульптора. Як свідчить Плутарх, Фідія кинули до в'язниці, де він або прийняв отруту, або помер природно від хвороби.
| Особливо його звинувачували в тому, що він, зображуючи на щиті битву з амазонками, викарбував своє власне зображення у вигляді лисого старого, який підняв двома руками камінь, а також прекрасний портрет Перикла, що б'ється з амазонкою. Він дуже майстерно розташував руку, що піднімає спис перед обличчям Перикла, наче хотів приховати схожість, але вона все ж помітна з обох сторін» (Плутарх, «Життя Перикла»)[6] |

## Копії
- Найбільш повною і достовірною копією вважається Афіна Варвакіон (Національний археологічний музей Афін), мармур.
- Другою за подібністю копією вважається незакінчена статуетка Афіна Ленорман в тому ж музеї.
- 1990 року в нашвіллському Парфеноні встановили повнорозмірну копію богині Афіни Парфенос, близьку до афінського оригіналу. Статую створив скульптор Алан Леквір, щоправда замінивши слонову кістку та золото на гіпс та скловолокно.
- Копією голови Медузи Горгони на щиті Афіни, вважається «Медуза Ронданіні» з Мюнхенської Гліптотеки.
- Копія щита статуї із зображенням битви — Щит Странгфорда в Британському музеї.
- Інша копія, що зберігається в Луврі.
- Ще одна вільна копія в Національному музеї Риму.
- Афіна типу Одескалькі вважається розвиненою з типу Парфенос.